# Нижегородка (Ленинск-Кузнецкий район)
Нижегоро́дка — деревня в Ленинск-Кузнецком районе Кемеровской области. Входит в состав Демьяновского сельского поселения.

## История
Деревня была основана переселенцами Нижегородской области, благодаря чему и получила своё название. В советское время в деревне был колхоз, где было задействовано население. В настоящее время в деревне проживают по большей части пенсионеры и дачники.

## География
Деревня расположена на юго-восточной окраине г. Ленинск-Кузнецкий, граничит с городским районом «4-й Дачный». Центральная часть населённого пункта находится на высоте 237 метров над уровнем моря.

## Население
По данным Всероссийской переписи населения 2010 года, в деревне Нижегородка проживает 110 человек (51 мужчина, 59 женщин).